# Рух Опору в Греції
Рух Опору в Греції (грец. Εθνική Αντίσταση — Національний опір) — історіографічний термін, який використовується на позначення низки озброєних і неозброєних угруповань усього політичного спектру, які чинили опір окупації Греції країнами Осі в ході Другої світової війни, а саме у 1941–1944.

## Зародження Руху
Піднесення Руху опору в Греції було викликано вторгненням і окупацією Греції нацистською Німеччиною та її союзниками — Італією та Болгарією — у період з 1941 по 1944 рік. Італія першою здійснила 1940 року спробу нападу на Грецію з території окупованої на той час Албанії, проте цю спробу відбила грецька армія. Після німецького вторгнення, окупації Афін і падіння Криту, король Греції Георг II і його уряд втекли до Єгипту, де вони проголосили екзильний уряд, визнаний тільки західними союзниками і невизнаний Радянським Союзом. Західні союзники активно заохочували, навіть примушували короля призначити нових міністрів, оскільки тільки двоє міністрів його кабінету були членами диктаторського уряду, який управляв Грецією до фашистського вторгнення. Представники лівих сил взагалі вважали цей уряд нелегітимним через присутність кількох міністрів в уряді Іоанніса Метаксаса (1936—1941 роки). Втім незалежно від цих претензій, уряд країни був цілком нездатним здійснювати керівництво Грецією, що само собою вкорінилось громадською думкою.
Німці ж створили грецький колабораціоністський уряд, очолюваний генералом Георгіосом Цолакоглу. Деякі високопоставлені офіцери довоєнного грецького режиму служили німцям на різних посадах. Однак цьому урядові бракувало суспільної підтримки, також він був надто залежним від німецької та італійської окупаційної влади. Остаточно нацистський уряд дискредитував себе нездатністю запобігти поступкам більшою частиною Грецької Македонії та Західної Фракії та користь Болгарії. Окупаційний режим у Греції асоціювався з «інфляцією галопом», гострою нестачею продовольства й навіть голодом серед грецького цивільного населення.

## Перші прояви

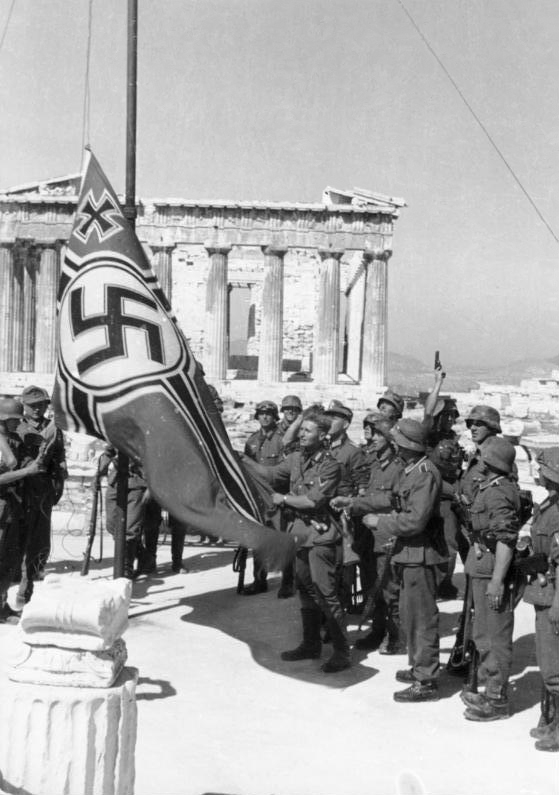
Нацистський прапор, встановлений на Афінському акрополі, квітень 1941 року

Перший акт опору в Греції відбувся в Афінах у ніч проти 30 травня 1941 року, ще до кінця Критської операції. Двоє молодих студентів, Апостолос Сантас, студент юридичного факультету Афінського університету, і Маноліс Глезос, студентом Афінського університету економіки і бізнесу, таємно вилізли на північно-західний схил Акрополя і зірвали нацистський прапор зі свастикою, який був встановлений там окупаційною владою.
Ширший Рух Опору оформився у північній частині Греції, де болгарська анексія грецької території підсилювала накал націоналістичних пристрастей. Перше масове повстання відбулося в околицях міста Драма у Східній Македонії, у болгарській окупаційній зоні. Болгарська влада розпочала політику болгаризації, викликаючи реакцію та спротив грецького населення. Уночі проти 29 вересня 1941-го мешканці Драми і її околиць здійняли повстання, яке швидко було придушене болгарською армією, що покарала 3 000 цивільних осіб у місті Драма і селі Доксато. Водночас потужні численні демонстрації були організовані в містах Грецької Македонії захисниками Північної Греції та правими організаціями на знак протесту проти анексії Болгарією грецьких територій.
Збройні банди складалися з так званих андартів грец. αντάρτες — заколотників, повстанців, які вперше з'явилися в горах Македонії у жовтні 1941 року. У перших же сутичках загинуло до 488 цивільних осіб, вбитих у репресаліях з боку німців, яким тим самим вдалося різко обмежити Опір на наступні кілька місяців.  А втім, ці суворі заходи, нарівні з пограбуванням природних ресурсів Греції німцями, майже знищили первісний страх греків до вермахту і ще більше налаштували їх проти окупантів.

## Створення першого загону Опору
Відсутність законного уряду і бездіяльність панівного політичного класу створили вакуум влади й означали відсутність згуртовуючої сили для грецького народу. Більшість офіцерів та громадян, які хотіли далі боротися з окупантами, не мали іншого вибору, як тікати на контрольований Британією Близький Схід, а ті, хто залишився, не були впевнені у перспективності своєї боротьби з вермахтом. Ця ситуація зумовила створення кількох угруповань, які взяли на себе роль і повноваження опору окупаційній владі.
Перша значна група Опору була заснована венізелістами з Народної республіканської грецької ліги (EDES), очолюваної колишнім офіцером армії, полковником Наполеоном Зервасом спільно з екзильним республіканцем генералом Ніколаосом Пластірасом як номінальним головою загону. Інша організація, контрольована КПГ була воєнізованої Організацією охорони народної боротьби. В області Флорина крім того діяла слов'яно-македонська організація Національно-визвольний фронт.

## Основні сили Руху Опору
Зрештою визвольну боротьбу в Греції очолив створений у вересні 1941 року за ініціативою Комуністичної партії Греції Національно-визвольний фронт (скорочено ЕАМ), ядром якого були робітники і селяни. Партизанські загони, що виникли на початку 1941 року, були об'єднані здебільшого в грудні 1941 року в Народно-визвольну армію (скорочено ЕЛАС). Керівна роль в ЕАМ і ЕЛАС належала КПГ.
| Назва загону                                                                          | Політична орієнація                                         | Політичні лідери                                  | Військові сили                                                                  | Військові лідери                         | Кількість членів             |
| ------------------------------------------------------------------------------------- | ----------------------------------------------------------- | ------------------------------------------------- | ------------------------------------------------------------------------------- | ---------------------------------------- | ---------------------------- |
| Національно-визвольний фронт Греції (Ethnikó Apeleftherotikó Métopo/ΕΑΜ)              | ліва орієнтація, пов'язаний із Комуністичною партією Греції | Георгіос Сіантос                                  | Народно-визвольна армія Греції (Ellinikós Laikós Apeleftherotikós Stratós/ELAS) | Аріс Велухіотіс, Стефанос Сарафіс        | 100 000 озброєних повстанців |
| Народна республіканська грецька ліга (Ethnikós Dimokratikós Ellinikós Sýndesmos/EDES) | венізелізм, республіканство, соціалізм, антикомунізм        | Ніколаос Пластірас (номінально), Комнін Піромаглу | Народні групи грецьких повстанців (Ethnikés Omádes Ellínon Antartón/EOEA)       | Наполеон Зервас                          | 14 000                       |
| Народне і соціальне визволення (Ethnikí Kai Koinonikí Apelefthérosis/EKKA)            | венізелізм, республіканство, лібералізм, антикомунізм       | Георгіос Карталіс                                 | Полк евзонів 5/42                                                               | Дімітріос Псаррос та Евріпідіс Бакірдзіс | 1 000                        |

## Внутрішня реакція та передумови громадянської війни
Форми боротьби сил Опору з окупантами були різноманітні. Масовий характер мали саботаж економічних, політичних і військових заходів окупаційної і колабораціоністської влади. Проводилися страйки, демонстрації, втім головною формою стала збройна боротьба, яку вела створена ЕАМ Народно-визвольна армія Греції, що мала восени 1943 року у своїх лавах до 40 тисяч повстанців. До того часу вона очистила від окупантів більшу частину країни і готувалася до рішучих боїв за її повне звільнення.
Комуністична партія Греції, яка очолювала боротьбу, завоювала значний авторитет серед інших організацій. Вона стала масовою партією (в 1944 році нараховувала 400 тисяч членів). Її бойовим помічником була єдина Всегрецьким організація молоді (Епон), яка була бойовим резервом ЕЛАС і до моменту звільнення Греції об'єднувала 600 тисяч юнаків. ЕАМ і ЕЛАС співпрацювали з югославськими та албанськими народно-визвольними силами.
Антифашистський рух тісно переплітався з боротьбою проти внутрішніх реакційних сил, проти монархофашистського режиму, за демократичні перетворення в країні. На звільненій території були створені органи нової ради, виборні суди, народна поліція. Масштабні успіхи ЕАМ — ЕЛАС викликали тривогу і страх не тільки в окупантів, але й антикомуністичних сил. Королівський екзильний уряд Греції в Каїрі бачив в ЕАМ загрозу своїм інтересам. Емігрантський уряд підтримували англійські правлячі кола, які розглядали ЕАМ, очолюваний КПГ, як силу, здатну зірвати плани відновлення їх позицій у звільненій Греції. І англійські правлячі кола, і грецька реакція розуміли, що перемоги над фашистською Німеччиною Радянської армії, особливо її швидке просування в напрямку Балкан, успішна боротьба ЕЛАС проти німецько-фашистських загарбників наближають повне звільнення Греції, де при сформованому співвідношенні політичних і військових сил до влади прийде КПГ. Стурбовані такою перспективою, вони спрямовували основні зусилля не проти окупантів, а проти ЕАМ, з тим, щоб якомога більше послабити його, знищити ЕЛАС, а після поразки Німеччини — захопити в Греції владу. На цій основі в боротьбі проти Національно-визвольного фронту і його армії об'єдналися реакційні сили в країні і за кордоном. Головним координатором їхніх дій стала англійська військова місія, перетворена в 1943 року в «союзну» (СВМ).
Зрештою загони грецьких повстанців мали боротися не тільки з військами окупантів, але і з військовими формуваннями, створеними внутрішньої реакцією — жандармерією і «охоронними батальйонами» маріонеткового уряду, загонами ЕДЕС та іншими. Спільні дії цих сил з метою знищити Народно-визвольну армію почалися восени 1943 р. У середині жовтня окупанти спільно із загонами ЕДЕС розпочали здійснювати план широких операцій проти частин ЕЛАС і мирного населення. Німецькі війська вели наступ у районі Мецово, Каламбаки, намагаючись захопити автомагістраль Каламбака — Яніна, що сполучає Епір з Фессалією. Потім каральні операції окупантів охопили і Західну Македонію. За гітлерівцями слідували загони жандармерії й «охоронні батальйони». У цей час за схваленням СВМ загони ЕДЕС почали наступ проти ЕЛАС з метою оволодіти Західною Румелією, Фессалії і частиною Епіра.
ЕЛАС під командуванням генерала Стефаноса Сарафіса витримала важке випробування. Спираючись на підтримку народних мас, вона зірвала об'єднаний наступ окупантів і внутрішніх реакційних сил, підбурюваний правлячими колами Лондона. В ході каральних операцій окупанти спалювали села і міста, розстріляли і повісили тисячі патріотів, але їм не вдалося знищити головні сили Народно-визвольної армії Греції. Більш того, ЕЛАС, завдавши в ході активної оборони істотних втрат загарбникам, незабаром почала контрнаступ, повернула втрачені райони, перенесла свої дії ближче до великих центрів і вузлів комунікацій.
У період запеклих оборонних боїв з окупантами ЕЛАС частиною сил завдала удару у відповідь по загонах ЕДЕС і очистила від них Румелію і Фессалію. Сили Наполеона Зерваса зазнали тяжкої поразки. 4 січня 1944 загони ЕДЕС, поповнені і рясно забезпечені англійською зброєю, знову напали на частини ЕЛАС в районі Арахтоса. Народна армія, борючись проти окупантів, знову знайшла в собі сили для відсічі загонам ЕДЕС. Щоб врятувати їх від повного розгрому, СВМ 26 січня виступила з пропозицією про перемир'я між ЕЛАС і ЕДЕС. ЕАМ — ЕЛАС, щиро прагнули до об'єднання всіх сил Опору, пішли на переговори, і 28 лютого було підписано угоду про припинення військових дій між частинами ЕЛАС і ЕДЕС.
Спроба реакції знищити ЕАМ — ЕЛАС збройним шляхом провалилася. Відбивши наступ об'єднаних реакційних сил, вони до весни набули ще більшої потужності. Армія загартувалася в боях, зросла до 50 тисяч повстанців і контролювала дві третини території країни. 5 квітня головне командування ЕЛАС віддало наказ, відповідно до якого війська ЕЛАС впродовж квітня і травня розгорнули широкі наступальні операції по всій Фессалії, в Центральній і Західній Македонії, в районі Олімпу і Грамоса, в Центральній Греції і на півострові Пелопоннес.
ЕАМ — ЕЛАС вважали нагальним завданням створення тимчасового уряду Вільної Греції для координації військових і політичних зусиль народу. Після неодноразових та безуспішних спроб домовитися з емігрантським урядом і антикомуністично налаштованими партіями про сформування уряду національної єдності КПГ і ЕАМ 10 березня сформували Політичний комітет національного визволення (ПЕЕА), на який покладалися функції тимчасового демократичного уряду. До його складу увійшли полковники Евріпідіс Бакірдзіс, Перший секретар ЦК КПГ Георгіос Сіантос, секретар аграрної партії К. Гавріілідіс і секретар Союзу народної демократії І. Цірімокос, тобто представники всіх партій ЕАМ. Звістка про створення ПЕЕА викликала значний ентузіазм. Свідченням підтримки, наданої ПЕЕА народом, явилися загальні вибори в Установчі збори, вищий законодавчий орган країни, проведені 23 квітня. У них взяли участь 1,8 млн осіб.
15 березня ПЕЕА сповістив емігрантський уряд в Каїрі про своє створення і підкреслив, що його метою є «об'єднання національних сил для координації національно-визвольної боротьби на стороні союзників і насамперед формування уряду загальнонаціональної єдності». За наполяганням короля емігрантський уряд Еммануїла Цудероса не тільки не відгукнувся на звернення ПЕЕА, але і приховав факт його створення. Дізнавшись про це, грецькі збройні сили на Близькому Сході послали до прем'єр-міністра делегацію і зажадали «негайно досягти угоди на основі пропозицій ПЕЕА». Цей виступ став приводом для жорстокого придушення і роззброєння їх британськими військами. Близько 20 тисчс солдатів і офіцерів були поміщені в концтабори, створені англійцями в Африці. З діями британської влади солідаризувалися і американські правлячі кола.
Зазнавши невдачі у спробі знищити ЕЛАС збройним шляхом, англійський уряд не припинив втручання у внутрішні справи Греції та боротьби з ЕАМ, але обрав для цього інші методи і засоби. На перший план було висунуто завдання «примирення» грецького народу з емігрантським урядом, щоб під прапором об'єднання всіх сил країни позбавити комуністів керівного положення у визвольному русі і в політичному житті післявоєнної Греції. Політичним актом, що дозволив Лондону до певної міри здійснити свої задуми, явилася, так звана, Ліванська угода. З ініціативи англійського уряду з 17 по 20 травня неподалік від Бейрута відбулася нарада представників емігрантського уряду, ЕАМ — ЕЛАС, ЕДЕС і представників низки політичних партій. Основними положеннями підписаної угоди були: засудження виступу збройних сил на Близькому Сході на стороні ЕАМ — ЕЛАС, кваліфікація його як «злочин проти Батьківщини»; надання уряду та англійському командуванню на Близькому Сході повної ініціативи у врегулюванні головного питання — долі збройних сил, переважно ЕЛАС; звільнення країни "спільними діями з союзними військами; надання коаліційному уряду права вирішити на власний розсуд конституційне і династичне питання. ПЕЕА, ЕАМ і КПГ отримували всього 25 відсотків міністерських портфелів, притому другорядних. Підписавши таку угоду, делегація ПЕЕА, ЕАМ і КПГ пішла на значні поступки, що не відповідали співвідношенню політичних і військових сил всередині країни і на Близькому Сході. ЕАМ не зумів використати в ході переговорів свою вирішальну роль у визначенні подальшої долі Греції.